# Solstice (banda dos Estados Unidos)
Solstice é uma banda estadunidense de death metal formada em 1990 em Miami, Flórida.

## Membros

### Actuais
- Christian Rudes – guitarra, vocais
- Dennis Muñoz –  guitarra
- Garret Scott –  baixo
- Brian Harris –  bateria

### Anteriores
- Rob Barrett - guitarra, vocais
- Dave Smith – baixo
- James Murphy - guitarra e vocal de apoio no álbum Solstice
- Mark Van Erp - baixo
- Alex Marquez –  bateria

## Discografia
- 1991 - Demo 1991 (demo)
- 1992 - Solstice
- 1995 - Pray